# Mazda CX-70

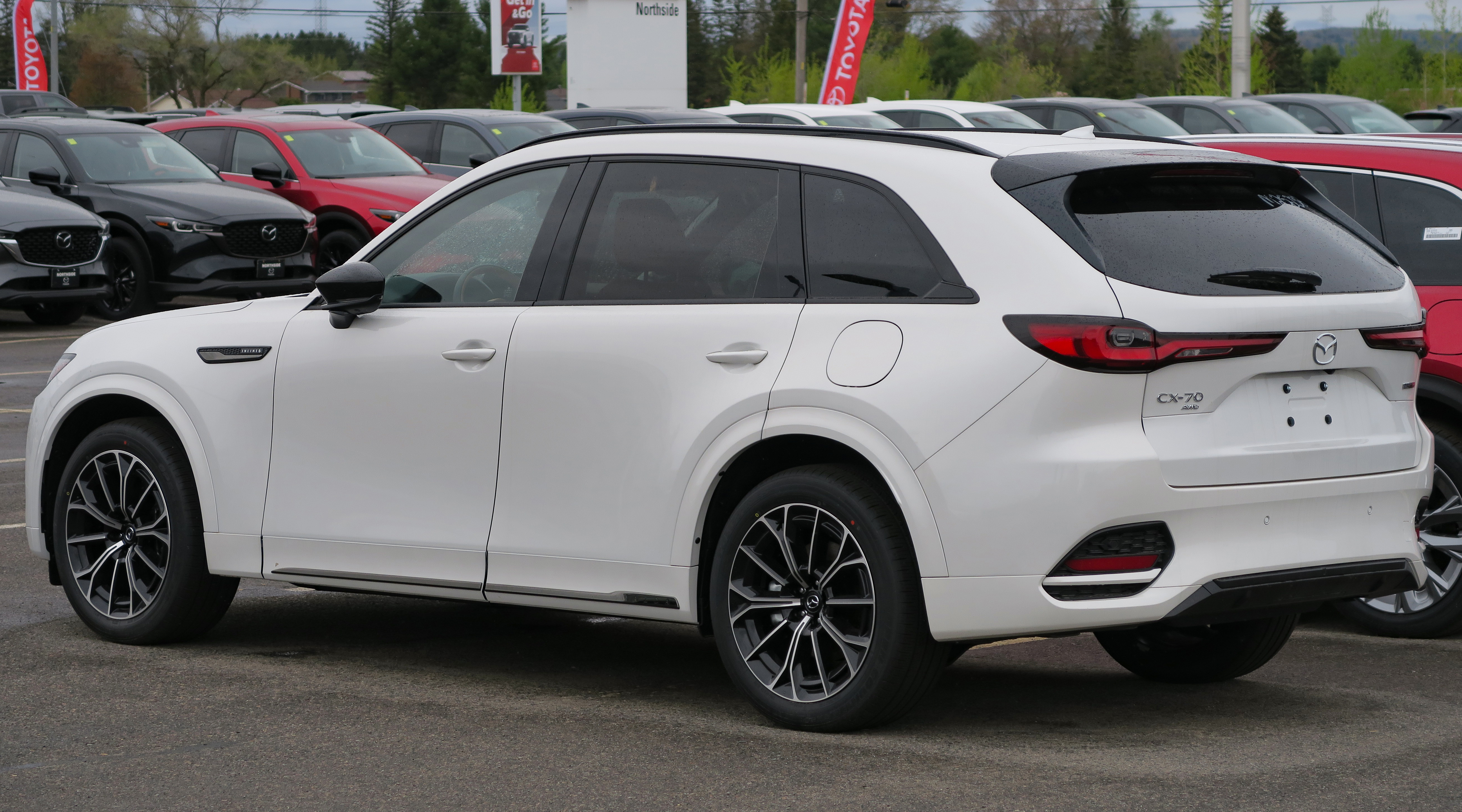
Heckansicht

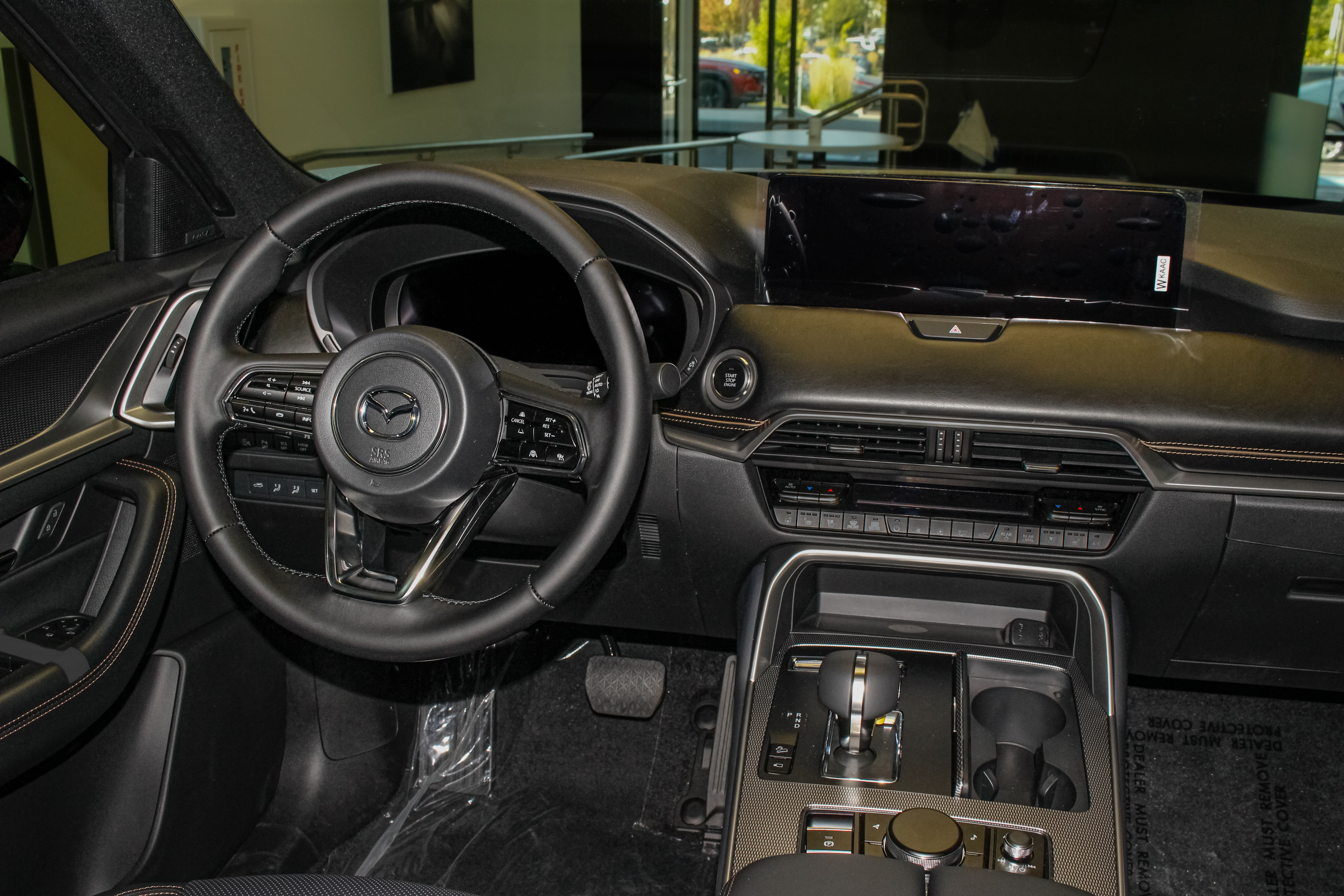
Innenraum

Der Mazda CX-70 ist ein Sport Utility Vehicle des japanischen Automobilherstellers Mazda.

## Geschichte
Mazda hat sich bereits 2019 die Nomenklatur-Kombination von CX-10 bis CX-90 schützen lassen und angekündigt, das Modellportfolio ausbauen zu wollen. Für die USA und einige Nicht-EU-Länder werden der CX-50, der CX-70 und CX-90 vorgesehen, während in der EU der CX-60 und CX-80 auf den Markt gebracht werden. Technisch ähneln sich alle Modelle, sind aber auf die jeweiligen Marktansprüche angepasst. Die Einführung des CX-70 ist für Frühjahr 2024 in den USA und Kanada geplant, danach in Australien und Mexiko.

## Technik
Der CX-70 basiert wie CX-60 und CX-90 auf der sogenannten Large-Plattform von Mazda. Der Radstand ist mit dem CX-90 identisch. Weiter ähnelt die Motorisierung dem größeren CX-90. Verfügbar sind ein 2,5-Liter-Reihenvierzylinder-Plug-In-Hybrid mit einer Systemleistung von 241 kW (327 PS) sowie zwei 3,3-Liter-Reihensechszylinder-Ottomotoren mit einer Leistung von 209 kW (284 PS) bzw. 254 kW (345 PS). Außerdem wird Allradantrieb angeboten. Neu ist ein verbessertes Assistenzsystem, das die Spurhaltung und den Geschwindigkeitsregler nutzt, um das Fahrzeug bei Nichtreaktion auf Warnungen langsam zum Stehen zu bringen.

## Technische Daten
|                                             | e-Skyactiv-G 3.3                  | e-Skyactiv-G 3.3                  | e-Skyactiv PHEV 2.5 AWD             |
| Bauzeitraum                                 | seit 02/2024                      | seit 02/2024                      | seit 02/2024                        |
| Motorkenndaten                              |                                   |                                   |                                     |
| Motortyp                                    | R6-Ottomotor                      | R6-Ottomotor                      | R4-Ottomotor + Elektromotor         |
| Motoraufladung                              | Turbolader                        | Turbolader                        | —                                   |
| Hubraum                                     | 3283 cm³                          | 3283 cm³                          | 2488 cm³                            |
| Verdichtungsverhältnis                      | 12,0 : 1                          | 12,0 : 1                          | 13,0 : 1                            |
| max. Leistung Verbrennungsmotor             | 209 kW (284 PS) bei 5000–6000/min | 254 kW (345 PS) bei 5000–6000/min | 141 kW (192 PS) bei 6000/min        |
| max. Elektroleistung                        | —                                 | —                                 | 129 kW (175 PS) bei 5500/min        |
| max. Systemleistung                         | —                                 | —                                 | 241 kW (327 PS)                     |
| max. Drehmoment Verbrennungsmotor           | 450 Nm bei 2000–3500/min          | 500 Nm bei 2000–4500/min          | 260 Nm bei 4000/min                 |
| max. Drehmoment Elektromotor                | —                                 | —                                 | 270 Nm bei 400/min                  |
| max. Systemdrehmoment                       | —                                 | —                                 | 500 Nm                              |
| Kraftübertragung                            |                                   |                                   |                                     |
| Antrieb                                     | Allradantrieb                     | Allradantrieb                     | Allradantrieb                       |
| Getriebe                                    | 8-Stufen-Automatikgetriebe        | 8-Stufen-Automatikgetriebe        | 8-Stufen-Automatikgetriebe          |
| Messwerte                                   |                                   |                                   |                                     |
| Leergewicht                                 | 2136 kg                           | 2205 kg                           | 2358 kg                             |
| Höchstgeschwindigkeit                       | 204 km/h                          | 210 km/h                          | 190 km/h                            |
| Beschleunigung, 0–100 km/h                  | k. A.                             | k. A                              | k. A.                               |
| Kraftstoffverbrauch auf 100 km (kombiniert) | 9,4 l Super                       | 9,4 l Super                       | k. A.                               |
| CO2-Emission (kombiniert)                   | k. A.                             | k. A.                             | k. A.                               |
| Tankinhalt                                  | 70 l                              | 74 l                              | 70 l                                |
| Batterie                                    | —                                 | —                                 | Lithium-Ionen-Akkumulator: 17,8 kWh |
| elektr. Reichweite                          | —                                 | —                                 | k. A.                               |
| Abgasnorm                                   | ULEV50                            | ULEV50                            | SULEV30                             |